# Amazon Luna
Amazon Luna is een cloudgamingdienst in ontwikkeling door Amazon. Luna werd aangekondigd op 24 september 2020 tijdens het jaarlijkse Alexa-evenement en kreeg 100 beschikbare games tijdens de start van de dienst op 21 oktober 2020.

## Beschrijving
Luna is een dienst waarbij computerspellen op servers in de datacenters van Amazon worden afgespeeld, zodat de speler geen krachtige computer of spelconsole nodig heeft. Enkel de visuele feedback van het spel wordt naar het beeldscherm van de speler gestreamd.
Bij het streamen van games worden de beelden op een cloudcomputer berekend en samengesteld, afhankelijk van de invoer die het van de speler krijgt, om vervolgens naar de eindgebruiker verstuurd te worden via het internet.
Amazon start met een Ubisoft-kanaal waar spelers zich op kunnen abonneren en gaf aan dat later in 2020 er meer kanalen beschikbaar zullen komen. Het eigen Luna+ gamekanaal zal spellen als Resident Evil 7: Biohazard, Control, A Plague Tale: Innocence, Panzer Dragoon en Yooka-Laylee and the Impossible Lair bevatten.
De dienst komt beschikbaar voor Windows, macOS, Amazon Fire TV en iOS. Ook zal er een losse gamepad verkrijgbaar zijn met Alexa-ondersteuning om de vertraging tijdens het spelen te beperken.
Luna zal gaan concurreren met Nvidia Geforce Now, Microsoft Xbox Cloud Gaming en Sony PlayStation Now.

## Technische gegevens
De achterliggende technologie zal werken via het cloudplatform Amazon Web Services (AWS). De AWS-cloud beschikt over 77 beschikbare zones in 24 landen.
De speler moet beschikken over een internetverbinding van minimaal 10Mbit/s, of 35Mbit/s om te kunnen spelen in 4k-resolutie.
Gaikai · GeForce NOW · Kalydo · Liquidsky · Luna · OnLive · PlayStation Now · Stadia · Xbox Cloud Gaming